# 米勒山 (圖拉山脈)
66°57′S 51°16′E / 66.950°S 51.267°E
米勒山是南極洲的山峰，位於恩德比地，屬於圖拉山脈的一部分，處於畢達哥拉斯峰西北面1.6公里，該山峰根據澳大利亞探險隊拍攝的空中照片被繪入地圖。